# 関東フラグメント

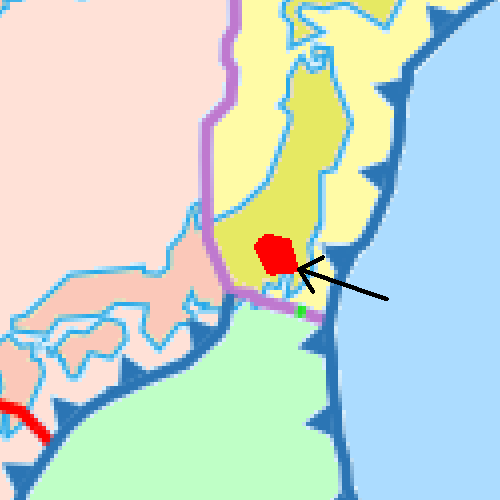
関東フラグメントの推定位置
太平洋プレート
北アメリカプレート
フィリピン海プレート
ユーラシアプレート

関東フラグメント（かんとうフラグメント、英: Kanto fragment）は、太平洋プレートの断片が関東地方の地下に存在しているとの仮説に基づくプレート構造である。

## 概説
関東付近は、ユーラシアプレート（若しくはアムールプレート）の下に、西北西に向かうフィリピン海プレートが沈み込み、さらに北西に向かう太平洋プレートが沈み込んでいると考えられている。仮説によれば、関東フラグメントはおよそ200〜300万年前に太平洋プレート上の海嶺がプレートの下に沈みこもうとした際に、抵抗が増大して太平洋プレートが破断して生じたプレートの断片とされる。関東直下の栃木県南部から神奈川県北部までの地域の深さ30〜100km付近に、厚さ25km、100km四方にわたって存在しているとされる。現在は太平洋プレートがこの断片の下にさらに沈みこもうとしており、関東直下は4層のプレート構造を成していることになる。
プレート境界が多いため、このような地域の直下では地震が頻発すると説明されている。さらに、このプレート断片は陸化した地域の直下にあるが下部にプレート境界が存在するため、比較的規模の大きいプレート間地震（海溝型地震）が直下型地震として発生することになる。仮説では、1855年の安政江戸地震もこのタイプの地震だったと推定している。今後懸念される首都直下地震が、このようなタイプの地震として発生する可能性が指摘されている。